# Liste der Klaviermusikwerke Joseph Haydns
Joseph Haydns Beitrag zur Klaviermusik der Klassik ist sowohl in qualitativer als auch in quantitativer Hinsicht sehr bedeutsam. Die Rezeption seiner Werke steht heute jedoch hinter denen Mozarts und Beethovens zurück.

## Klaviersonaten
Joseph Haydn schrieb zirka 60 Klaviersonaten, die ersten waren für Cembalo oder Clavichord und die späteren schon für das Klavier (Pianoforte) geschrieben.

### Die frühen Sonaten (vor 1766)
- Sonate in C-Dur, Hob.XVI:1

1. Allegro
2. Andante
3. Menuet
- Sonate in B-Dur, Hob.XVI:2

1. Moderato
2. Largo
3. Menuet
- Sonate in C-Dur, Hob.XVI:3

1. Allegretto
2. Andante
3. Menuet
- Sonate in D-Dur, Hob.XVI:4

1. Allegro
2. Menuet
- Sonate in A-Dur, Hob.XVI:5 (unsicher)

1. Allegro
2. Menuet
3. Presto
- Sonate in G-Dur, Hob.XVI:6

1. Allegro
2. Minuet
3. Adagio
4. Finale: Allegro molto
- Sonate in C-Dur, Hob.XVI:7 (unsicher)

1. Allegro moderato
2. Menuet
3. Finale: Allegro
- Sonate in G-Dur, Hob.XVI:8 (unsicher)

1. Allegro
2. Menuet
3. Andante
4. Allegro
- Sonate in F-Dur, Hob.XVI:9 (unsicher)

1. Allegro
2. Menuet
3. Scherzo: Allegro
- Sonate in C-Dur, Hob.XVI:10 (unsicher)

1. Moderato
2. Menuet
3. Finale: Presto
- Sonate in G-Dur, Hob.XVI:11 (unsicher)

1. Presto
2. Andante
3. Menuet
- Sonate in A-Dur, Hob.XVI:12 (unsicher)

1. Andante
2. Menuet
3. Finale
- Sonate in E-Dur, Hob.XVI:13 (unsicher)

1. Moderato
2. Menuet
3. Finale: Presto
- Sonate in D-Dur, Hob.XVI:14 (unsicher)

1. Allegro moderato
2. Menuet
3. Finale: Presto
- Sonate in C-Dur, Hob.XVI:15 (unsicher)

1. Allegro
2. Menuet
3. Air mit 5 Variationen: Moderato
- Sonate in Es-Dur, Hob.XVI:16 (unsicher)

1. Andante
2. Menuet
3. Presto
- Sonate in G-Dur, Hob.XVI:G1 (zweifelhaft)

1. Allegro
2. Minuetto
3. Finale: Presto
- Sonate in D-Dur, Hob.XVII:D1 (zweifelhaft)

1. Thema und 3 Variationen
2. Menuet
3. Finale

### Einzelne Sonaten der Jahre 1766–1772
- Sonate in B-Dur, Hob.XVI:18

1. Allegro moderato
2. Moderato
- Sonate in D-Dur, Hob.XVI:19

1. Moderato
2. Andante
3. Finale: Allegro assai
- Sonate in g-Moll, Hob.XVI:44

1. Moderato
2. Allegretto
- Sonate in Es-Dur, Hob.XVI:45

1. Moderato
2. Andante
3. Finale: Allegro di molto
- Sonate in As-Dur, Hob.XVI:46

1. Allegro moderato
2. Adagio
3. Finale: Presto
- Sonate in e-Moll, Hob.XVI:47 (unsicher)

1. Adagio
2. Allegro
3. Finale: Tempo di Menuet

### Sechs Sonaten op. 13 für Fürst Nikolaus Esterházy (1773)
- Sonate in C-Dur, Hob.XVI:21

1. Allegro
2. Adagio
3. Finale: Presto
- Sonate in E-Dur, Hob.XVI:22

1. Allegro moderato
2. Andante
3. Finale: Tempo di Menuet
- Sonate in F-Dur, Hob.XVI:23

1. Allegro
2. Adagio
3. Finale: Presto
- Sonate in D-Dur, Hob.XVI:24

1. Allegro
2. Adagio
3. Finale: Presto
- Sonate in Es-Dur, Hob.XVI:25

1. Moderato
2. Tempo di Menuet
- Sonate in A-Dur, Hob.XVI:26

1. Allegro moderato
2. Menuet al Rovescio
3. Finale: Presto

### Sechs Sonaten op. 14 (1776)
- Sonate in G-Dur, Hob.XVI:27

1. Allegro con brio
2. Menuet
3. Finale: Presto
- Sonate in Es-Dur, Hob.XVI:28

1. Allegro moderato
2. Menuet
3. Finale: Presto
- Sonate in F-Dur, Hob.XVI:29

1. Moderato
2. Adagio
3. Tempo di Menuet
- Sonate in A-Dur, Hob.XVI:30

1. Allegro
2. Tempo di Menuet
- Sonate in E-Dur, Hob.XVI:31

1. Moderato
2. Allegretto
3. Finale: Presto
- Sonate in h-Moll, Hob.XVI:32

1. Allegro moderato
2. Menuet
3. Finale: Presto

### Einzelne Sonaten der Jahre 1776–1783
- Sonate in D-Dur, Hob.XVI:33 (bis 1778)

1. Allegro
2. Adagio
3. Tempo di Menuet
- Sonate in e-Moll, Hob.XVI:34 (ca. 1781/82)

1. Presto
2. Adagio
3. Vivace molto
- Sonate in As-Dur, Hob.XVI:43 (bis 1783)

1. Moderato
2. Menuet I
3. Menuet II
4. Rondo: Presto

### Sechs Sonaten op. 30 den Fräulein Katharina und Marianna Auenbrugger gewidmet (1780)
- Sonate in C-Dur, Hob.XVI:35

1. Allegro con brio
2. Adagio
3. Finale: Allegro
- Sonate in cis-Moll, Hob.XVI:36

1. Moderato
2. Scherzando: Allegro con brio
3. Menuet: Moderato
- Sonate in D-Dur, Hob.XVI:37

1. Allegro con brio
2. Largo e sostenuto
3. Finale: Presto ma non troppo
- Sonate in Es-Dur, Hob.XVI:38

1. Allegro moderato
2. Adagio
3. Finale: Allegro
- Sonate in G-Dur, Hob.XVI:39

1. Allegro con brio
2. Adagio
3. Prestissimo
- Sonate in c-Moll, Hob.XVI:20 (zum Teil bereits 1771 komponiert)

1. Allegro moderato
2. Andante con moto
3. Finale: Allegro

### Drei Sonaten für Prinzessin Marie Esterházy (1784)
- Sonate in G-Dur, Hob.XVI:40

1. Allegretto innocente
2. Presto
- Sonate in B-Dur, Hob.XVI:41

1. Allegro
2. Allegro di molto
- Sonate in D-Dur, Hob.XVI:42

1. Andante con espressione
2. Vivace assai

### Zwei Sonaten (um 1790)
- Sonate in C-Dur, Hob.XVI:48 (für Ch. G. Breitkopf komponiert)

1. Andante con espressione
2. Rondo: Presto
- Sonate in Es-Dur, Hob.XVI:49 (für Maria Anna Edle von Genzinger komponiert)

1. Allegro
2. Adagio e cantabile
3. Finale: Tempo di Minuet

### Drei Englische Sonaten (1794)
- Sonate in Es-Dur, Hob.XVI:52 (für Therese Jansen-Bartolozzi komponiert)

1. Allegro
2. Adagio
3. Finale: Presto
- Sonate in C-Dur, Hob.XVI:50 (für Therese Jansen-Bartolozzi komponiert)

1. Allegro
2. Adagio
3. Allegro molto
- Sonate in D-Dur, Hob.XVI:51 (für Therese Jansen-Bartolozzi komponiert)

1. Andante
2. Finale: Presto

## Divertimenti für Klavier mit Begleitung
- Hob.XIV:1 Es-Dur (vor 1766)
- Hob.XIV:2 F-Dur (vor 1769)
- Hob.XIV:3 C-Dur (um 1767)
- Hob.XIV:4 C-Dur (1764)
- Hob.XIV:5 D-Dur (vor 1766; fragment)
- Hob.XIV:6 G-Dur (vor 1767)
- Hob.XIV:7 C-Dur (vor 1766)
- Hob.XIV:8 C-Dur (vor 1766)
- Hob.XIV:9 F-Dur (vor 1766)
- Hob.XIV:10 C-Dur (1764)
- Hob.XIV:11 C-Dur (1760)
- Hob.XIV:12 C-Dur (vor 1766)
- Hob.XIV:13 G-Dur (1767)
- Weitere zweifelhafte Werke: Hob.XIV:C1 / C2 (1767) / C3 / Es1 / F1 / F2 / G1 (1774)

## Klavierduos Hob. XVa / Klaviertrios Hob.XV
siehe: Liste der kammermusikalischen Werke Haydns

## Stücke für Klavier solo

### Klaviervariationen
- 20 Variationen in A-Dur, Hob.XVII:2 (1765)
- 5 Variationen in D-Dur, Hob.XVII:7 (1766)
- Andante mit Variationen f-Moll Hob. XVII/6 (1793)
- 12 Variationen in Es-Dur, Hob.XVII:3 (1770/74)
- 6 Variationen in C-Dur, Hob.XVII:5 (1790)

- 4 Variationen in G-Dur über „Gott erhalte Franz den Kaiser“, Hob.XVII: Anhang (1797) Klavierfassung des Variationensatzes aus dem Streichquartett op. 76 Nr. 3

### Capriccios
- Capriccio in G-Dur „Acht Sauschneider müssen sein“, Hob.XVII:1 (1765)
- Capriccio in C-Dur „Fantasia“, Hob.XVII:4 (1789)
- Weiteres Werk: Hob.XVII:G2 (zweifelhaft)

### Tänze
Die folgenden Tänze sind im Original Orchesterwerke; sämtliche Transkriptionen für das Klavier stammen von Haydn selbst.
- 16 Menuette, Hob. IX:3 (1767)
- 12 Menuette, Hob. IX:8 (1785)
- 12 Menuette, Hob. IX:11 (1792)
- 12 Deutsche Tänze, Hob. IX:12 (1792)
- Menuett Fis-Dur Hob. IX:26
- Marsch Es-dur Hob. VIII:1 (1795)
- Marsch C-dur Hob. VIII:2 (1795)

### Stücke für Klavier zu vier Händen
- Sonate F-dur Hob.XVIIa:1 „Il maestro e lo scolare“  (1778)

1. Andante
2. Tempo di Menuetto
- Partita F-Dur Hob.XVIIa:2 (Fehlzuschreibung: Stammt nicht von Haydn)

### Sonstige Werke
- Adagio F-dur, Hob. XVII:9 (1785). Aus der Sammlung "Différentes petites pièce faciles et agréables", die 1786 bei Artaria in Wien erschien. Haydn bearbeitete dafür neun Sätze aus Sinfonien und Open und fügte als zehntes Stück eine Originalkomposition hinzu, nämlich dieses Adagio. Nachweis (und Erstveröffentlichung dieser Sammlung) in: Joseph Haydn. Klavierstücke und Werke für Klavier zu vier Händen, hrsg. von Sonja Gerlach, München: Henle, 2006 (Joseph Haydn Werke, hrsg. vom Joseph Haydn-Institut Köln, Reihe XIX/XX)

## Klavierkonzerte (Konzerte für Orgel oder Cembalo)
Nachweis der Datierungen: Joseph Haydn. Konzerte für Orgel (Cembalo) und Orchester, hrsg. von Horst Walter und Bettina Wackernagel, München: Henle, 1983 (Joseph Haydn Werke, Reihe XV, Band 2) und nach Band XV/1 der Gesamtausgabe (in Vorbereitung)

- Orgelkonzert in C-Dur, Hob.XVIII:1 (Autograph von Haydn nachträglich datiert 1756)

1. Allegro moderato
2. Largo
3. Allegro molto
- Orgelkonzert in D-Dur, Hob.XVIII:2 (spätestens 1766). Überliefert als Cembalokonzert

1. Allegro moderato
2. Adagio
3. Allegro
- Konzert in F-Dur, Hob.XVIII:3 (spätestens 1766)

1. Allegretto
2. Largo
3. Presto
- Konzert in G-Dur, Hob.XVIII:4 (um 1770)

1 Allegro moderato
2. Adagio
3. Rondo Presto
- Orgelkonzert in C-Dur, Hob.XVIII:5 (vor 1763; nicht von Haydn, möglicherweise von Georg Christoph Wagenseil). Überliefert als Cembalokonzert

1. Moderato (bzw. Allegro moderato)
2. Andante
3. Allegro
- Konzert für Solovioline, Orgel und Streicher in F-Dur, Hob.XVIII:6 (spätestens 1766). Überliefert als Konzert mit Violine und Cembalo, aber ursprünglich mit Orgel gedacht

1. Allegro moderato
2. Largo
3. Allegro
- Konzert in F-Dur, Hob.XVIII:7 (1766; nicht von Haydn, möglicherweise von Georg Christoph Wagenseil, stammende Bearbeitung des Klaviertrios Hob.XV:40 mit einer anderen langsamen Bewegung)

1. Moderato
2. Adagio
3. Allegro
- Orgelkonzert in G-Dur, Hob.XVIII:8 (vor 1766; nicht von Haydn, möglicherweise von Leopold Hofmann)

1. Allegro moderato
2. Adagio
3. Finale, Allegro
- Konzert in G-Dur, Hob.XVIII:9 (vor 1767; nicht von Haydn)

1. Allegro
2. Adagio
3. Tempo di Menuetto
- Orgelkonzert (?) in C-Dur, Hob.XVIII:10 (vor 1771). Fraglich, ob es sich um ein Orgelkonzert handelt

1. (ohne Tempobezeichnung)
2. Adagio
3. Allegro
- Konzert in D-Dur, Hob.XVIII:11 (spätestens 1782)

1. Vivace
2. Un poco Adagio
3. Rondo all'Ungarese. Allegro assai
- Weitere Konzerte

Teilweise nicht authentisch, nicht von Haydn oder zweifelhaft: Hob.XVIII:Es1/F1/F2/F3/G1/G2.

## Werkausgaben (Auswahl)
- Joseph Haydn, Sämtliche Klavierwerke in 5 Bänden. Könemann Music, Budapest.